# Lower Beech Hill Brook
Lower Beech Hill Brook – rzeka w stanie Nowy Jork, w hrabstwie Delaware, uchodząca do zbiornika retencyjnego Pepacton Reservoir na wysokości 390 m n.p.m. Zarówno powierzchnia zlewni, jak i długość cieku nie zostały określone przez USGS.